# Realisme (litteratur)
 Denne artikel bør gennemlæses af en person med fagkendskab for at sikre den faglige korrekthed.
    
 Sammenlign tidsangivelsen med de øvrige sprogversioners − og evt. også Den Store Danske

 For alternative betydninger, se Realisme. (Se også artikler, som begynder med Realisme)
Realismen er en litterær stilperiode som opstod efter 2. verdenskrig og som strakte sig til ca. 1960. Det var en måde at se på verden som den er eller som den kunne være (virkelighedsafspejling).

## Tre hovedtræk ved realismen
1. Realismen vil skildre kendsgerningers verden. Den  bestræber at gøre det objektivt og med så nøgternt blik som muligt.
2. Kunstneren forsøger at gengive som iagttagelser i et gennemsigtigt formsprog. Læseren befinder sig i en fiktion – men den mimer (efterligner) virkeligheden = mimesis.
3. Realismen er en historisk foranderlig størrelse.